# Communauté de communes du Canton d'Erstein
La Communauté de communes du Canton d'Erstein (CCCE) est une communauté de communes française située dans la collectivité européenne d'Alsace. 
Créée le 1er janvier 2017, elle regroupe 28 communes et un peu plus de 48 000 habitants (populations légales 2019).

## Histoire
La communauté de communes du Canton d'Erstein a été créée le 1er janvier 2017, à la suite de la fusion de la communauté de communes du Pays d'Erstein, de la communauté de communes du Rhin et de la communauté de communes de Benfeld et environs. 
Cette fusion s’inscrit dans le cadre de la loi portant nouvelle organisation territoriale de la République (loi dite  « NOTRe »), dont l’objectif est de simplifier le paysage administratif français.
La communauté de communes est le troisième EPCI le plus important du département du Bas-Rhin derrière l'Eurométropole de Strasbourg et la communauté d'agglomération de Haguenau.
Elle fait partie de l'Eurodistrict Strasbourg-Ortenau.

### EPCI limitrophes

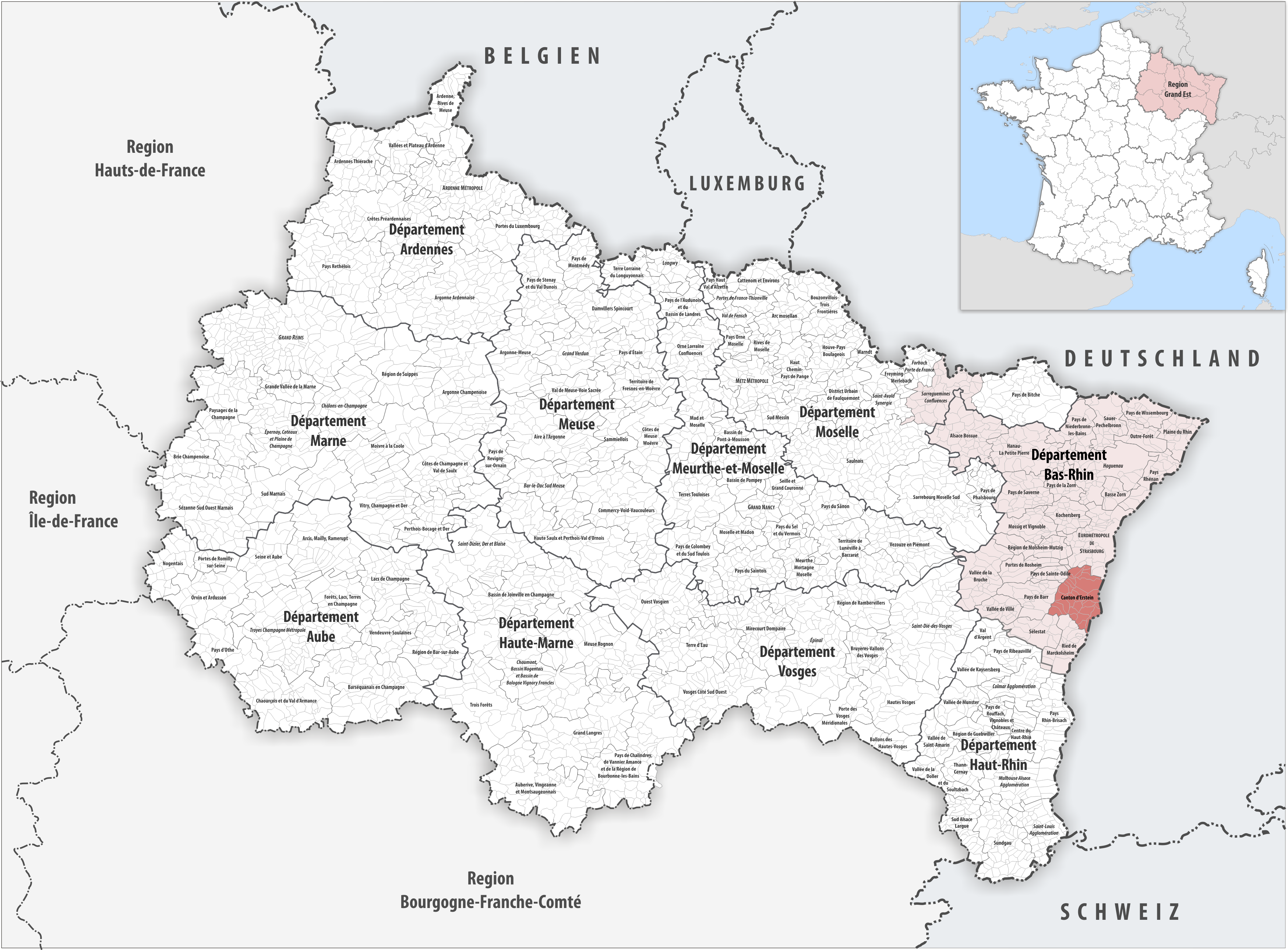
La communauté de communes du Canton d'Erstein au sein du Grand Est.

## Territoire communautaire

### Composition
La communauté de communes est composée des 28 communes suivantes :

| Nom             | Code Insee | Gentilé           | Superficie (km2) | Population (dernière pop. légale) | Densité (hab./km2) |
| --------------- | ---------- | ----------------- | ---------------- | --------------------------------- | ------------------ |
| Benfeld (siège) | 67028      | Benfeldois        | 7,79             | 5 922 (2022)                      | 760                |
| Bolsenheim      | 67054      | Bolsenheimois     | 4,35             | 572 (2022)                        | 131                |
| Boofzheim       | 67055      | Boofzheimois      | 11,94            | 1 383 (2022)                      | 116                |
| Daubensand      | 67086      | Daubensandois     | 3,87             | 408 (2022)                        | 105                |
| Diebolsheim     | 67090      | Diebolsheimois    | 7,03             | 673 (2022)                        | 96                 |
| Erstein         | 67130      | Ersteinois        | 36,22            | 11 076 (2022)                     | 306                |
| Friesenheim     | 67146      | Friesenheimois    | 12,03            | 617 (2022)                        | 51                 |
| Gerstheim       | 67154      | Gerstheimois      | 16,42            | 3 457 (2022)                      | 211                |
| Herbsheim       | 67192      | Herbsheimois      | 8,6              | 963 (2022)                        | 112                |
| Hindisheim      | 67197      | Hindisheimois     | 11,84            | 1 552 (2022)                      | 131                |
| Hipsheim        | 67200      | Hipsheimois       | 4,52             | 1 014 (2022)                      | 224                |
| Huttenheim      | 67216      | Huttenheimois     | 12,55            | 2 694 (2022)                      | 215                |
| Ichtratzheim    | 67217      | Ichtratzheimois   | 3,09             | 389 (2022)                        | 126                |
| Kertzfeld       | 67233      | Kertzfeldois      | 9,43             | 1 222 (2022)                      | 130                |
| Kogenheim       | 67246      | Kogenheimois      | 11,77            | 1 206 (2022)                      | 102                |
| Limersheim      | 67266      | Limersheimois     | 5,58             | 683 (2022)                        | 122                |
| Matzenheim      | 67285      | Matzenheimois     | 7,14             | 1 504 (2022)                      | 211                |
| Nordhouse       | 67336      | Nordhousiens      | 11               | 1 729 (2022)                      | 157                |
| Obenheim        | 67338      | Obenheimois       | 7,99             | 1 381 (2022)                      | 173                |
| Osthouse        | 67364      | Osthousiens       | 9,72             | 955 (2022)                        | 98                 |
| Rhinau          | 67397      | Rhinois           | 17,35            | 2 699 (2022)                      | 156                |
| Rossfeld        | 67412      | Rossfeldois       | 6,15             | 1 030 (2022)                      | 167                |
| Sand            | 67433      | Sandois           | 6,35             | 1 413 (2022)                      | 223                |
| Schaeffersheim  | 67438      | Schaeffersheimois | 3,96             | 841 (2022)                        | 212                |
| Sermersheim     | 67464      | Sermersheimois    | 10,12            | 974 (2022)                        | 96                 |
| Uttenheim       | 67501      | Uttenois          | 4,77             | 584 (2022)                        | 122                |
| Westhouse       | 67526      | Westhousiens      | 11,94            | 1 638 (2022)                      | 137                |
| Witternheim     | 67545      | Witternheimois    | 4,99             | 509 (2022)                        | 102                |

### Démographie
| 1968   | 1975   | 1982   | 1990   | 1999   | 2010   | 2015   | 2021   |
| ------ | ------ | ------ | ------ | ------ | ------ | ------ | ------ |
| 30 252 | 33 390 | 36 125 | 37 379 | 40 656 | 46 302 | 47 763 | 48 676 |

## Administration

### Siège
Le siège de la communauté de communes est situé à Benfeld, 1 rue des 11 communes.

### Tendances politiques
| Commune        | Maire                        | Étiquette | Étiquette |
| -------------- | ---------------------------- | --------- | --------- |
| Benfeld        | Jacky Wolfarth               |           | DVD       |
| Bolsenheim     | Patrick Girard               |           | SE        |
| Boofzheim      | Éric Klethi                  |           | DVD       |
| Daubensand     | Estelle Bronn                |           | SE        |
| Diebolsheim    | Brigitte Neiter              |           | DVD       |
| Erstein        | Benoît Dintrich              |           | DVG       |
| Friesenheim    | René Eggermann               |           | SE        |
| Gerstheim      | Julien Koegler               |           | SE        |
| Herbsheim      | Stanis Ekman                 |           | SE        |
| Hindisheim     | Pascal Nothisen              |           | SE        |
| Hipsheim       | Philippe Rome                |           | SE        |
| Huttenheim     | Jean-Jacques Breitel         |           | DVD       |
| Ichtratzheim   | Grégory Gilgenmann           |           | DVD       |
| Kertzfeld      | Brigitte Bimboes-Otzenberger |           | SE        |
| Kogenheim      | Guillaume Forgiarini         |           | SE        |
| Limersheim     | Stéphane Schaal              |           | SE        |
| Matzenheim     | Laurent Jehl                 |           | SE        |
| Nordhouse      | Jean-Marie Rohmer            |           | SE        |
| Obenheim       | Rémy Schenk                  |           | DVD       |
| Osthouse       | Christophe Breysach          |           | DVD       |
| Rhinau         | Marianne Horny-Gonier        |           | UDI       |
| Rossfeld       | Daniel Koehler               |           | SE        |
| Sand           | Denis Schultz                |           | UDI       |
| Schaeffersheim | Marie-Berthe Kern            |           | SE        |
| Sermersheim    | Fernand Willmann             |           | SE        |
| Uttenheim      | Jean-Pierre Issenhuth        |           | SE        |
| Westhouse      | Christian Striebel           |           | SE        |
| Witternheim    | Philippe Braun               |           | DVD       |

### Conseil communautaire
Les 58 conseillers titulaires (et 12 suppléants) sont ainsi répartis selon le droit commun comme suit : 
| Nombre de délégués | Communes |
| ------------------ | --- |
| 11                 | Erstein |
| 6                  | Benfeld |
| 3                  | Gerstheim |
| 2                  | Boofzheim, Hindisheim, Hipsheim, Huttenheim, Kertzfeld, Kogenheim, Matzenheim, Nordhouse, Obenheim, Rhinau, Rossfeld, Sand, Westhouse |
| 1 (+1 suppléant)   | Les autres communes |

### Élus
La communauté de communes est administrée par son conseil communautaire constitué en 2020 de 58 conseillers communautaires, qui sont des conseillers municipaux représentant chacune des communes membres.
À la suite des élections municipales de 2020 dans le Bas-Rhin, le conseil communautaire du 15 juillet 2020 a élu son président, Stéphane Schaal, maire de Limersheim, ainsi que ses 12 vice-présidents.
Le bureau est remanié le 30 mars 2021 après la démission de Laurence Muller-Bronn de ses fonctions de maire de Gerstheim puis le 28 septembre 2022 à la suite de l'élection municipale partielle d'Erstein, qui a vu un changement de majorité, et depuis cette date, la liste des vice-présidents est la suivante :
|     | Attributions                                               | Identité              | Qualité                            |
| --- | ---------------------------------------------------------- | --------------------- | ---------------------------------- |
| 1er | Ressources humaines                                        | Benoît Dintrich       | Maire d'Erstein                    |
| 2e  | Vie associative, solidarités et accueil des gens du voyage | Jacky Wolfarth        | Maire de Benfeld                   |
| 3e  | Transports, énergies et mobilités                          | Marianne Horny-Gonier | Maire de Rhinau                    |
| 4e  | Environnement, GEMAPI et SDEA                              | Denis Schultz         | Maire de Sand                      |
| 5e  | Jeunesse, aînés et handicap                                | Marie-Berthe Kern     | Maire de Schaeffersheim            |
| 6e  | Sport et équipements sportifs                              | Eric Klethi           | Maire de Boofzheim                 |
| 7e  | Patrimoine et banque de matériel                           | Jean-Jacques Breitel  | Maire de Huttenheim                |
| 8e  | Économie et zones d’activités                              | Jean-Pierre Issenhuth | Maire d’Uttenheim                  |
| 9e  | Enfance                                                    | Rémy Schenk           | Maire d'Obenheim                   |
| 10e | Déchets, communication, habitat et haut débit              | Laurent Jehl          | Maire de Matzenheim                |
| 11e | Tourisme et culture                                        | Julien Koegler        | Maire de Gerstheim                 |
| 12e | Finances et administration générale                        | Alain Stenger         | Premier adjoint au maire d'Erstein |

Ensemble, ils forment le bureau communautaire pour la période 2022-2026.

### Liste des présidents
| Période      | Période      | Identité         | Étiquette | Qualité                       |
| ------------ | ------------ | ---------------- | --------- | ----------------------------- |
| janvier 2017 | juillet 2020 | Jean-Marc Willer | DVG       | Maire d'Erstein (2008 → 2020) |
| juillet 2020 | En cours     | Stéphane Schaal  | SE        | Maire de Limersheim (2014 → ) |

### Compétences
L'intercommunalité exerce les compétences qui lui ont été transférées par les communes membres, dans les conditions définies par le code général des collectivités territoriales. Elle intervient sur les domaines suivants en mettant en œuvre ses 3 types de compétences :
Compétences obligatoires
(Celles que toute intercommunalité a à sa charge)
- Aménagement du territoire (schéma de cohérence territoriale, schéma de secteur, ...) ;
- Développement économique (création, aménagement, entretien et gestion de zones d’activité industrielle, commerciale, tertiaire, artisanale, touristique, ...) ;
- Gestion des milieux aquatiques et prévention des inondations (GEMAPI), à compter du 1er janvier 2018 ;
- Aménagement, entretien et gestion des aires d’accueil des gens du voyage ;
- Collecte et traitement des déchets des ménages et déchets assimilés.

Compétences optionnelles
(Chaque intercommunalité doit sélectionner plusieurs compétences dans une liste)
- Protection et mise en valeur de l’environnement et soutien aux actions de maîtrise de la demande d’énergie ;
- Politique du logement et du cadre de vie ;
- Création, aménagement et entretien de la voirie ;
- Construction, entretien et fonctionnement d’équipements culturels et sportifs et d’équipements de l’enseignement préélémentaire et élémentaire ;
- Assainissement ;
- Eau.

Compétences facultatives
(Celles qui ont été transférées à l'intercommunalité, sur décision de ses communes membres)
- Vie sportive, sociale et culturelle ;
- Equipement des communes (service d’incendie et de secours, ...) ;
- Sécurité (conseil local de sécurité et de prévention de la délinquance, ...) ;
- Petite-enfance, jeunesse ;
- Transport à la Demande ;
- Aménagement numérique ;
- Réseaux ;
- Organisation des sorties scolaires et des sorties piscines ;
- Coopérations transfrontalières.

### Régime fiscal et budget
La communauté de communes est un établissement public de coopération intercommunale à fiscalité propre.
Afin de financer l'exercice de ses compétences, l'intercommunalité perçoit la fiscalité professionnelle unique (FPU) – qui a succédé à la taxe professionnelle unique (TPU) – et assure une péréquation de ressources entre les communes résidentielles et celles dotées de zones d'activité.

## Transports
La communauté de communes est devenue autorité organisatrice de la mobilité (AOM).

### Impact énergétique et climatique

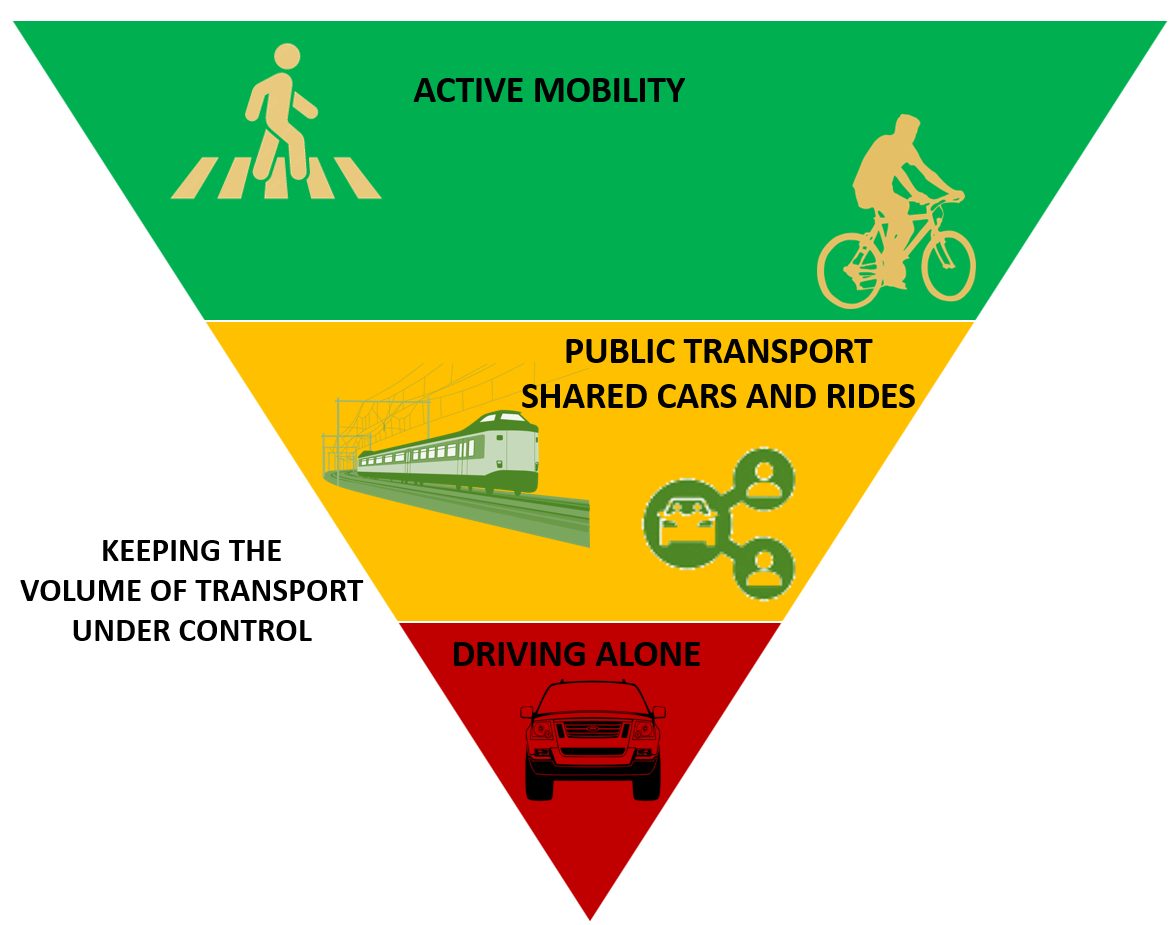
Pyramide de la mobilité, proposée par le projet européen Share North.

| -                              | Transports routiers | Autres transports |
| ------------------------------ | ------------------- | ----------------- |
| Carburant (GWh)                | 230                 | 12                |
| Électricité (GWh)              | 0                   | 13                |
| Gaz à effet de serre (ktéqCO2) | 58                  | 3                 |

## Énergie et climat
L'eurodistrict Strasbourg-Ortenau édite un livret bilingue sur les petits gestes.

### Énergie
Dans le cadre du schéma régional d'aménagement, de développement durable et d'égalité des territoires (SRADDET) du Grand Est, ATMO Grand Est tient à jour les statistiques énergétiques  des établissements publics de coopération intercommunale de la collectivité européenne d'Alsace sous forme de diagramme de flux.
L'énergie finale annuelle, consommée en 2020, est exprimée en gigawatts-heures,.
| -                          | GWh |
| -------------------------- | --- |
| Électricité                | 247 |
| Carburants ou combustibles | 762 |
| Chaleur primaire           | 42  |

L'énergie produite en 2020 est également exprimée en gigawatts-heures.
| -                          | GWh   |
| -------------------------- | ----- |
| Électricité                | 1 480 |
| Carburants ou combustibles | 116   |
| Chaleur primaire           | 50    |

Les gaz à effet de serre sont exprimés en kilotonnes équivalent CO2.
| -                     | ktéqCO2 |
| --------------------- | ------- |
| Liées à l'énergie     | 161     |
| Non liées à l'énergie | 42      |